# Йосиф Каломати
Йосиф Каломати е българо-френски капелмайстор, цигулар, пианист, кларинетист, композитор и музикален педагог.

## Биография
Роден е на 2 ноември 1857 г. на остров Хиос, баща му е полуфранцузин, полуиталианец, а майка му е гъркиня. Получава образованието си във Френски колеж, а след това и в Роберт колеж в Истанбул. Владее шест езика – френски, италиански, гръцки, български, английски и турски. През 1880 г. се заселва в Сливен, където преподава френски език и музика във Френския мъжки пансион и в Сливенската гимназия. През 1883 г. създава първия ученически оркестър в Източна Румелия и в България. Представя на учениците си детската оперета „Пожарният командир“ от Бордес на френски език. Това е и първата постановка на детска оперета в България. През 1885 г. издава първия български учебник по пеене, а заедно с Роси де Юстинияни създава френски буквар за употреба в българските средни училища и гимназии. В него са включени нотни упражнения, теория на музиката и 35 български песни с патриотичен и революционен характер. Йосиф Каломати е капелмайстор на Единадесети пехотен сливенски полк, организира духов и струнен оркестър. След уволнението му създава граждански струнен оркестър, мандолинен оркестър и ръководи любителски хорове. Събира народни песни и ги обработва в „китки“ за духов оркестър. Автор е на военни маршове. Почива на 14 май 1917 г.